# Diguinho
Diguinho, właśc. Rodrigo Oliveira de Bittencourt (ur. 20 marca 1983 w Canoas) – brazylijski piłkarz, występujący na pozycji defensywnego pomocnika.

## Kariera klubowa
Diguinho rozpoczął piłkarską karierę w Internacional Porto Alegre w 1999 roku. Lata 2003–2004 spędził w Cruzeiro EC oraz Sport Club Ulbra, po czym przeszedł do Mogi Mirim EC. W latach 2005–2008  grał w Botafogo FR, do którego był wypożyczony z Mogi Mirim. Z Botafogo zdobył mistrzostwo Stanu Rio de Janeiro – Campeonato Carioca w 2006 oraz Puchar Rio de Janeiro w 2007 i 2008 roku. Na początku 2009 roku Diguinho przeszedł do lokalnego rywala Botafogo - Fluminense Rio de Janeiro.
Z klubem z Rio de Janeiro dotarł do finału Copa Sudamericana 2009, w którym Fluminense uległo ekwadorskiemu LDU Quito. W 2010 Diguinho zdobył mistrzostwo Brazylii.